# Rolls-Royce 25/30hp
Rolls-Royce 25/30hp är en personbil, tillverkad av den brittiska biltillverkaren Rolls-Royce mellan 1936 och 1938.
1936 vidareutvecklades den lilla Rollsen återigen med större motor. Genom att borra upp cylinderdiametern till 88,9 mm ökades cylindervolymen till 4257 cm³. Effekten var nu uppe i 115 hk. Växellådan hade synkronisering på de tre högsta växlarna.